# Sagogn
Sagogn (, toponimo romancio; in tedesco Sagens, ufficiale fino al 1943, in italiano Secagno o Segogno, desueti) è un comune svizzero di 751 abitanti del Canton Grigioni, nella regione Surselva.

## Geografia fisica
Il comune si trova nella valle del Reno Anteriore.

## Storia
A Sagogn, come in buona parte della Surselva, sono stati accertati insediamenti umani sin dall'età del bronzo. Le prime informazioni precise sul luogo compaiono, nel 765, sul testamento di Tellone (vescovo di Coira tra il 760 e il 770) in cui figura la cessione dei terreni a favore dell'abbazia di Disentis. Nell'Alto Medioevo, vista la posizione a ridosso dell'unica strozzatura lungo la strada che un tempo portava dal passo del Lucomagno a Coira, Sagogn ricoprì un ruolo fondamentale per la zona della valle di Foppa che si estende lungo il Reno Anteriore tra Ilanz e la Ruinaulta, diventandone il principale centro religioso, militare e commerciale. Nel 1390, con la morte dell'ultimo erede della dinastia Belmont, i possedimenti di questa terra passarono ai De Sacco (signori della Mesolcina) e, successivamente, ai Von Aspermont che nel 1390 eressero il castello di Fraissen (tuttora mantenuto in ottimo stato).
A partire dal XIV secolo il paese entrò in declino. La peste nera, le guerre tra i comuni rivali e le lotte riconducibili alla riforma protestante fecero diminuire la popolazione di quasi due terzi. La nascita della Lega Grigia modificò inoltre profondamente sia gli assetti politici che i poteri vantati dalla piccola nobiltà presente in Surselva e, in particolare, all'antico castello di Schiedberg. Nel 1497 Sagogn perdette i suoi possedimenti a Murschetg (attualmente parte del comune di Laax) e di conseguenza ogni suo alpeggio e zona montana. Sino circa al 1960 buona parte della popolazione preferì emigrare verso altre zone della Svizzera ma con l'affermarsi di Flims, Laax e Falera (Arena Alva) come zona turistica il paese approfittò dello sviluppo edilizio destinato alle abitazioni di vacanza.

## Monumenti e luoghi d'interesse
- Chiesa parrocchiale cattolica di Santa Maria Assunta, attestata dal 765[3];
- Rovine della chiesa di Bregl da Heida, eretta nel V secolo[3];
- Rovine del castello di Schiedberg, attestato dal 765 e in rovina dal 1400 circa[3][6];
- Castello di Fraissen, attestato dal 1390[3].

## Società

### Evoluzione demografica
L'evoluzione demografica è riportata nella seguente tabella:
Abitanti censiti

### Lingue e dialetti
Nel 1920 il 94% della popolazione parlava la lingua romancia, nel 2000 il 57%.

## Economia
L'economia locale trae impulso principalmente dal settore turistico.

## Infrastrutture e trasporti

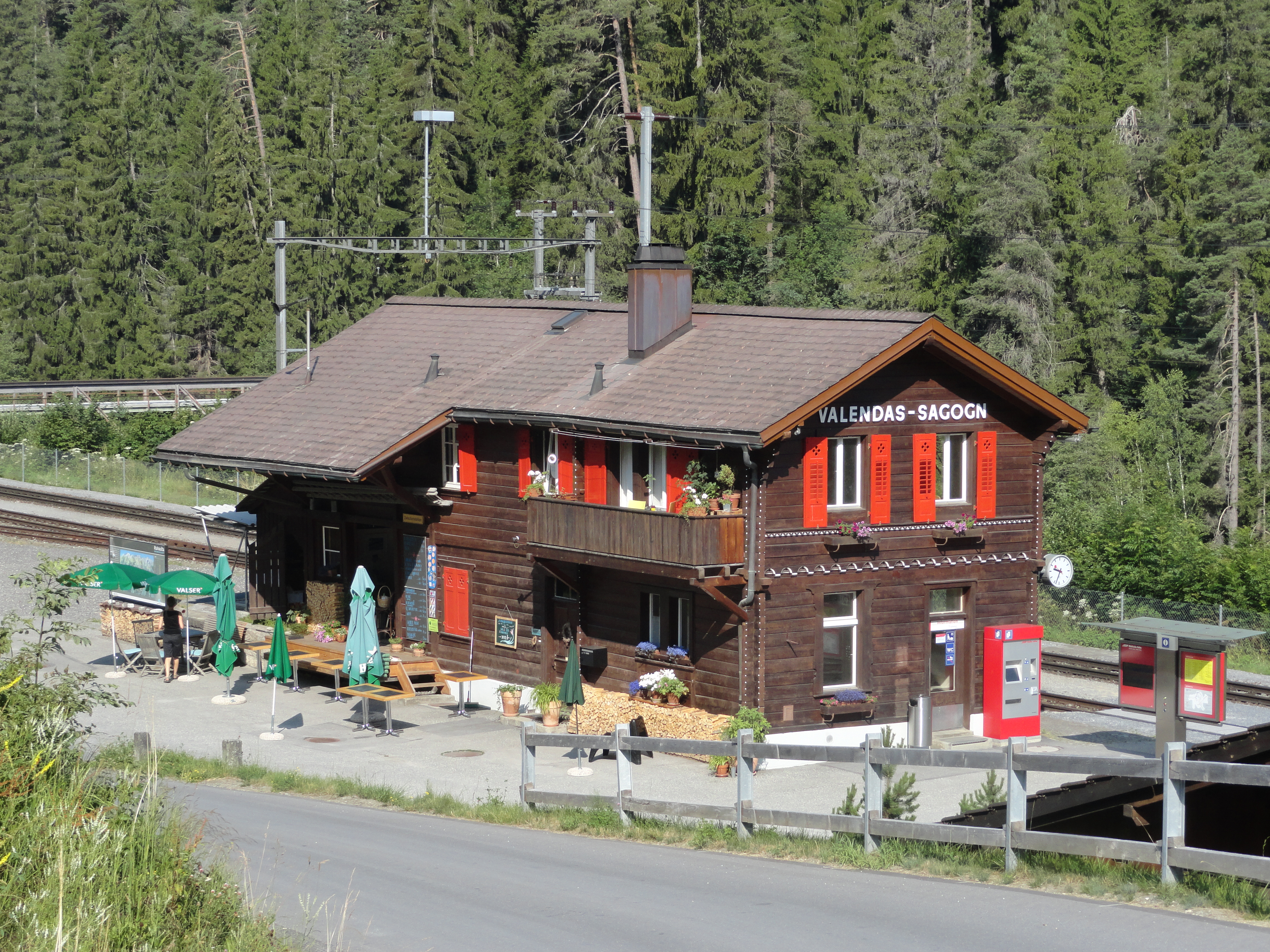
La stazione di Valendas-Sagogn

Sagogn è servito dalla stazione di Valendas-Sagogn della Ferrovia Retica (linea Reichenau-Disentis).

## Sport
Vista la morfologia il comune, che dispone di un ufficio turistico indipendente ma in stretta sinergia con i più noti comuni di Flims, Laax e Falera, è meta d'escursionisti nel periodo estivo e di fondisti durante l'inverno. Il rafting è praticato sul fiume Reno Anteriore; dal 2009 è attivo un centro per il golf a 18 buche.